# Берестівська сільська рада (Бахмутський район)
| Берестівська сільська рада — орган місцевого самоврядування у Бахмутському районі Донецької області з адміністративним центром у с Берестове. Сільській раді підпорядковані населені пункти: - с. Берестове - с-ще Виїмка - с-ще Нагірне - с-ще Спірне |

## Склад ради
Рада складається з 16 депутатів та голови.

## Керівний склад сільської ради
| ПІБ                       | Основні відомості                                                                     | Дата обрання | Дата звільнення |
| ------------------------- | ------------------------------------------------------------------------------------- | ------------ | --------------- |
| Мосяженко Ніна Вікторівна | Сільський голова, 1957 року народження, освіта, член Партії регіонів                  | 26.03.2006   | 31.10.2010      |
| Устинова Галина Іванівна  | Сільський голова, 1960 року народження, освіта середня загальна, член Партії регіонів | 31.10.2010   |                 |

Примітка: таблиця складена за даними джерела